# Дроковская сотня
Дро́ковская со́тня — административно-территориальная и войсковая единица в составе малороссийского Стародубского полка, существовавшая в XVII веке.
Центр — местечко Дроков (ныне деревня Старый Дроков).
В документах 1 половины XVII века Дроков упоминается наравне со Мглином; потому сразу после его освобождения от поляков (1648) здесь была сформирована своя казачья сотня. Однако в дальнейшем, по-видимому, малочисленность населения Дроковской сотни способствовала её упразднению, и к моменту выделения Стародубского полка в самостоятельную единицу (1663) Дроковская сотня уже была включена в состав Мглинской сотни. В дальнейшем Дроковская сотня не возобновлялась.
Дроковские сотники:
- Тимофей Грибенок, 1654.